# Thoth-Amón
Thoth Amón es un personaje ficticio del mundo de Conan el Bárbaro, siendo habitualmente antagonista del héroe. Aparece en numerosas historias como un hechicero adorador del dios serpiente Set, y en dos ocasiones (El reino salvaje de Conan 3 y 4) dirigió un ejército de hombres-serpiente a los que Conan y su hijo Conn tuvieron que aniquilar.

## Descripción
Thoth Amón es un hechicero muy poderoso que viste una túnica roja con capucha y al que se le suponen unos 180 años, hasta los que ha llegado mediante la magia.
Con sus poderes puede crear objetos de la nada, hacer aparecer monstruos y fieras, invocar tornados, bolas de energía, provocar explosiones, ver el futuro e invocar al dios Set, que se materializa en forma de serpiente gigante.
Murió en El reino salvaje de Conan 4, tras una batalla con Conan en una playa de Zembabwei.
- Datos: Q7796910